# Sodalitas Litterarum Vistulana
Sodalitas Litterarum Vistulana ( "Literaire broederschap van de Wisła") was een internationaal wetenschappelijk genootschap, gemodelleerd naar de Romeinse Academie. Het genootschap werd in 1489  door Conrad Celtes opgericht in Krakau.
Het genootschap was actief op het gebied van wiskunde, astronomie en de natuurwetenschappen. Noemenswaardige leden, naast Conrad Celtes, waren Albert Brudzewski, Filip Callimachus en Laurentius Corvinus.